# Ismaÿl Urbain
Pour les articles homonymes, voir Urbain.
Ismaÿl Urbain, né Thomas Urbain Apolline le 31 décembre 1812 à Cayenne en Guyane et mort le 28 janvier 1884 à Alger, est un fonctionnaire, journaliste, interprète et essayiste français.

## Biographie

### Les premières années: Cayenne, Marseille, l'Égypte et Paris
Thomas Urbain est fils d’un négociant de La Ciotat (Bouche-du-Rhône) du nom d’Urbain Brue et de Marie Gabrielle Apolline, née esclave et affranchie en même temps que sa mère. En vertu de l’ordonnance coloniale du 1er Vendémiaire an XIV (23 septembre 1805) concernant les libres de couleur, il est considéré comme enfant naturel et ne peut porter que le nom de sa mère. Même après l'avoir amené en France à l’âge de huit ans pour poursuivre ses études, son père n’ose pas braver la loi en le reconnaissant officiellement. Il le fait appeler Thomas Urbain en lui fournissant une paternité fictive. Ces deux caractères, enfant naturel et ascendance noire, font de lui aux yeux de la société un paria et le conduisent à dire : « Je suis entré dans la vie civilisée avec une double tache », dont il parle comme sa « tache originelle ».
Après un bref et décevant séjour en Guyane en 1830 dont son père attendait de le voir prendre la gestion de ses affaires locales, Thomas Urbain rentre en juin 1831 à Marseille où il participe à l’effervescence républicaine avant de faire, le 7 février 1832, profession de foi saint-simonienne.
Monté à Paris à la fin mai 1832, il est accepté à la Retraite de Ménilmontant organisée par Prosper Enfantin, père de l’Église saint-simonienne, et revêt l’habit saint-simonien. C’est là que naît une amitié qui durera toute sa vie avec Gustave d'Eichthal. Il entre avec lui dans un jeu de rôle, celui des « deux proscrits : l’un le Juif, l’autre le Noir ». S’identifiant à la cause des esclaves noirs, le jeune mulâtre produit alors de fulgurants poèmes en prose, restés inédits bien au-delà de son vivant, où l’inspiration biblique (« Je suis noire, et je suis belle »…) se mêle au frénétisme des romantiques contemporains pour préfigurer, de manière frappante, la révolte et le ton, au XXe siècle, du courant de la négritude.
Après la dissolution de la Société saint-simonienne et le procès de ses chefs, il participe aux missions dites « du prolétariat » qui réorganisent les activités de propagande à Lyon et dans le Midi. Puis, tandis que Prosper Enfantin et  Michel Chevalier sont emprisonnés à Sainte-Pélagie, il part en 1833 pour l’Orient avec Émile Barrault et son groupe que rejoindra ensuite Enfantin, lequel le prend sous son aile. Le voyage est vécu comme exotique, fertile en péripéties pittoresques et en sensations nouvelles, mais aussi riche de leçons politiques qui dépassent l’effritement du rêve religieux de quête d'une Mère pour l’Église saint-simonienne et l’échec des projets du canal de Suez et du barrage du Nil. À l’opposé des politiques de conquête et de colonisation de l’époque, il prend le caractère d’une aventure inédite de « coopération » volontaire et non-gouvernementale – pour employer des termes modernes – entre l’Égypte de Méhémet Ali et la petite troupe de militants présocialistes.
Thomas Urbain enseigne le français à l’École d’infanterie de Damiette (Égypte) de juillet 1834 à novembre 1835. Au terme d’une crise personnelle et sentimentale, il se convertit à l’islam le 8 mai 1835 pour un faisceau de raisons dont il ne retient pour ses collègues saint-simoniens qu'un but d’apostolat auprès des Arabes, et prend le nom biblique et coranique d’Ismaÿl en souvenir des origines serviles de sa mère. L’expérience égyptienne aura une importance capitale dans sa nouvelle vie.
Urbain quitte l’Égypte en avril 1836 et revient à Paris où le dramaturge saint-simonien Charles Duveyrier rêve de l’introduire dans le monde du théâtre, mais en vain. D’Eichthal l’engage alors comme secrétaire et le saint-simonien Édouard Charton lui ouvre les portes de la presse, à commencer par Le Magasin pittoresque dont il est le directeur de publication. Il obtient également un feuilleton hebdomadaire dans le Temps de Jacques Coste, où il publie une belle série d’articles destinés à faire connaître les mœurs et les couleurs de l’Orient. Il écrit encore dans La Charte de 1830, La Loi, et Le Monde, etc. Ces activités ne lui assurent pourtant pas une vie décente et Gustave d'Eichthal l’invite à s’engager comme interprète dans l’armée d’Afrique – c'est ainsi que l'on nomme encore le corps expéditionnaire à Alger –, pour faire valoir ses connaissances en arabe, langue qu’il a commencé à apprendre en Égypte et qu'il a continué à étudier à Paris en suivant les cours d’arabe « vulgaire » – on dirait aujourd’hui « dialectal » ‒ dispensés par Armand-Pierre Caussin de Perceval dans le cadre de l’École spéciale des langues orientales.

### Un destin franco-algérien

#### 1837-1845
Débarqué à Alger au printemps 1837, Urbain est aussitôt affecté à Oran où il sert brièvement comme « secrétaire civil » du général Bugeaud lors de la signature du Traité de la Tafna. Débute ainsi une longue carrière qui se déroulera au fil des décennies sur plusieurs plans, parfois parallèles, parfois successifs, tour à tour en Algérie et à Paris : officier interprète, fonctionnaire, publiciste, chroniqueur et commentateur politique, « lanceur d’alerte » avant l’heure.

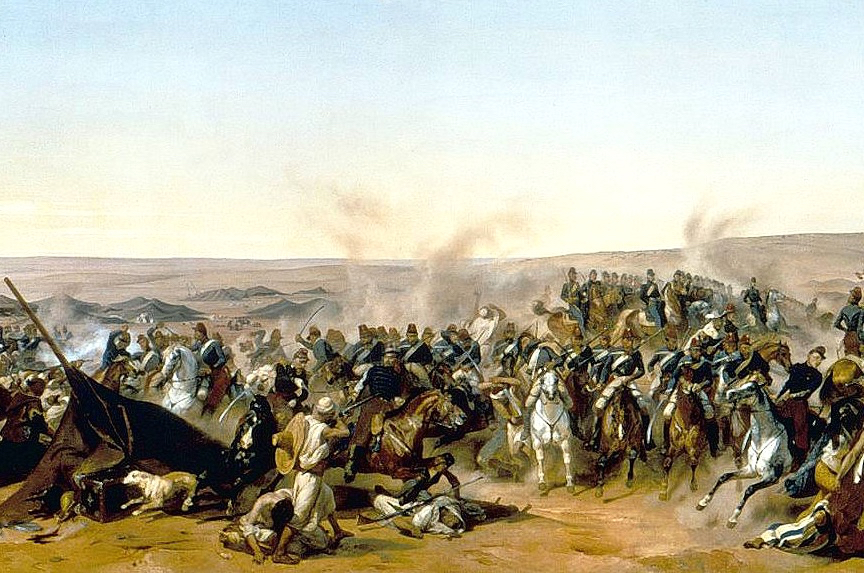
Prise de la smala d'Abd el-Kader, 16 mai 1843 par Horace Vernet (fragment) (1844).

C’est comme interprète auprès du général Galbois à la division de Constantine que le jeune Urbain est remarqué par le duc d’Orléans lors de l’Expédition des Portes de Fer, en novembre 1839, pour des talents qui dépassent largement ses compétences linguistiques. Il sert successivement, à partir de janvier 1842, auprès du général Changarnier, puis auprès du duc d'Aumale, aux côtés duquel il assiste en 1843 à la bataille de la Smala, rendue célèbre par le tableau d’Horace Vernet intitulé Prise de la smalah d'Abd-el-Kader. Le peintre a tenu à lui faire honneur en le plaçant, sans armes auprès du Duc, au centre esthétique du tableau. Il suit ensuite ce dernier à la direction de la division de Constantine au cours de l’année 1844. C’est d’ailleurs dans cette cité qu’il a épousé le 28 mars 1840, devant le cadi, c’est-à-dire selon la coutume islamique, Djeyhmouna bent Messaoud El-Zebeiri, âgée de quinze ans, dont il eut en 1843 une fille nommée Béia (en arabe Bahiyya, « Belle »).

#### 1845-1861
Sur le plan personnel, il fait venir à Paris sa femme Djeyhmouna et sa fille Béia une première fois à l’été 1846. Elles feront par la suite plusieurs autres allers-retours entre l’Algérie et la France. Le 29 mai 1857, constatant l’insuccès du rapprochement général dont il avait espéré donner l’exemple entre la « famille musulmane » et la « famille chrétienne », il se résout à épouser à la mairie du IIe arrondissement de Paris Djeyhmouna, dont le témoin est Gustave d'Eichthal, et fait le lendemain baptiser à l'église de la Madeleine sa fille, qui subissait sans cesse les moqueries de ses camarades de pension des Sœurs de la Doctrine Chrétienne à Constantine. Cet acte ne suffit pas à apaiser le milieu catholique en grande partie composé d’Espagnols, de Maltais, d’Italiens et de Méridionaux constituant la nouvelle société des colons en Algérie. Il lui est vivement reproché de ne pas avoir fait baptiser son épouse Djeyhmouna.

##### Sur le plan politique, plusieurs points notables.
Il publie en 1847 un article intitulé Algérie. Du gouvernement des tribus…, où il résume son expérience passée dans l’administration de la province de Constantine et au ministère de la Guerre. On a pu comparer son attitude aux positions prises par Alexis de Tocqueville dans ses Rapports à l’Assemblée nationale du 24 mai et du 8 juin 1847 sur l’Algérie. En fait, si Tocqueville demande comme Urbain un respect des populations musulmanes, il se prononce pour une colonisation européenne de peuplement alors qu’Urbain y est largement opposé. C’est déjà cette raison qui lui avait fait prendre ses distances avec Enfantin dès l’automne 1840. Urbain, qui s’accorde avec celui-ci pour réaliser ce qu’on pourrait appeler une « association dans la conquête », par transformation pour le moins audacieuse de la formule première de 1837, l’association « sans conquêtes et sans colonisation », est dès lors très réticent à participer, en 1843-1846, au journal L’Algérie, où Enfantin fait valoir ses vues, largement exposées au préalable en 1843 dans Colonisation de l’Algérie, même s'il condamne avec ce journal la politique purement militaire du général Bugeaud et ses exactions et massacres (emmurages, enfumades, etc.).
À la fin 1847, Urbain croit toucher au but dans sa carrière en apprenant que le duc d’Aumale va être nommé gouverneur général de l’Algérie et qu’il l’inclut parmi les personnes dont il compte s’entourer à Alger. Il accueille toutefois sans déplaisir la révolution de février 1848, qui coupe court à cette opportunité, mais correspond à son attente de progrès démocratiques provoqués par « une impulsion venue d’en bas ».
On lui doit en 1849 une Note sur l’Instruction publique musulmane, où il se prononce pour une « une restauration presque complète de l’ancien système d’Instruction publique », détruit par la conquête avec l’accaparement des Habous qui le finançaient et suggère l’introduction progressive d’innovations rendues nécessaires pour une instruction moderne.
Chargé, de 1849 à 1851, sous les ordres du général Eugène Daumas, de veiller aux conditions de détention de l'Émir Abd el-Kader à Amboise (Indre-et-Loire), il le visite plusieurs fois. Il est immédiatement frappé par la haute stature intellectuelle, religieuse et morale de l’homme, avec qui il entretiendra une correspondance jusqu’en 1870. Corrigeant la représentation à laquelle il avait fini par se ranger au contact des militaires d’Oran en 1837, et qui faisait de l’Émir un sultan sectaire, fanatique et oppresseur, il écrira : « La religion était le seul drapeau autour duquel la nationalité pût se rallier pour coordonner ses efforts : il est incontestable qu'elle a été pour eux [les Algériens] un puissant stimulant pour affronter les dangers d'une lutte disproportionnée… ».
Favorable à la conquête de la « Kabylie », Urbain critique pourtant ce nom donné à une région de l'Algérie dans un article de la Revue de Paris de 1857. Il y dénonce cette appellation, que n’utilisaient alors ni les Arabes ni les Berbères d'Algérie, comme une invention due à l’esprit français de systématisation.

#### 1861-1870
Enhardi par le discours de l’Empereur qui, lors de son voyage à Alger de septembre 1860, parle du « bonheur » des Arabes et promet de les « élever à la dignité d’hommes », il écrit, et publie à la fin de l'année, sous le nom de Georges Voisin, la brochure L’Algérie pour les Algériens, qui est une véritable programme d’« association » franco-algérienne. On y lit : « Le rêve des monarchies universelles n'est plus de notre temps. [...] Le progrès ne pourra avoir les mêmes formes et les mêmes aspects pour l'Arabe que pour le Français, pour le musulman que pour le chrétien ». Notons que ces propos suivent cette affirmation : « Il ne s’agit pas d’une espèce de lit de Procuste sur lequel on coucherait successivement les nations, afin d’arriver à une uniformité générale pour toutes, avec la même religion, les mêmes lois, les mêmes mœurs et les mêmes habitudes ». La brochure ne lui rapporte qu’un succès d’estime mais, saisissant l’opportunité de la suppression du ministère de l’Algérie et le rétablissement du Gouvernement général dans la colonie, Urbain, dont l’instauration du Second Empire n’avait jusqu’alors aucunement favorisé la carrière, se sent dès lors en situation de postuler à l’un des deux sièges de conseiller rapporteur du Gouvernement général de l’Algérie. Il accède à ce titre en janvier 1861, passant ainsi du niveau de chef de bureau à l’équivalent de conseiller d’État.
Sur l’instance et avec la collaboration de son ami Frédéric Lacroix, chef de file parisien du réseau « indigénophile » constitué pour influer sur Napoléon III, et avec sa collaboration, il précise et détaille le programme politique de ce groupe dans une seconde brochure, L’Algérie française, indigènes et immigrants, publiée en 1862, elle aussi sous l’anonymat. Le nouvel essai fait du bruit cette fois et ne manque pas de déchaîner les colonistes, mais la réserve dont il fait preuve devant leurs outrances lui vaut « l’estime des honnêtes gens éclairés ». De même que dans les dernières années de la monarchie de Juillet, Urbain se sent alors porté par une conjoncture favorable. Mais « la désillusion sera sévère ». Et ce malgré les lauriers que lui tresse l’Empereur quand il le choisit pour être son interprète et son commensal pendant toute la durée de son voyage en Algérie de 1865, à l’occasion duquel il réitère sa formule devenue emblématique de « Royaume arabe », laquelle formule n’a, soit dit en passant, jamais été qu’un slogan dépourvu de conséquences institutionnelles et qu’Urbain n’a jamais repris à son compte.
L’amertume qui ressort de l’état d’esprit d’Urbain lorsqu’il évoque rétrospectivement sa traversée du régime impérial, n’est pas à mettre principalement au compte des campagnes passionnées et ad hominem menées contre lui tant par les colonistes que par l’entourage des gouverneurs généraux, d'abord Aimable Pelissier puis Patrice de Mac Mahon, ainsi que par un proche d’Enfantin, le Dr Auguste Warnier, devenu un allié du défenseur le plus saillant des colons, le fouriériste Jules Duval. Le fait est que ces attaques opposent un barrage rédhibitoire à son éventuelle promotion à un poste de grande responsabilité. Le fait est aussi qu’elles l’atteignent dans son intimité, à travers les avanies infligées à sa première femme, Djeyhmouna, morte en 1863, et à sa fille Béia, avant d’avoir des retentissements sur sa seconde femme, Louise Lauras, épousée en 1867. Mais ce pourquoi surtout Urbain vit en définitive assez mal les ambiguïtés bonapartistes, c’est qu'il discerne, sous les apparences claironnées d’une mise en œuvre de la ligne que l’Empereur lui a dit partager, des échecs politiques de fond dommageables à la population autochtone. Deux événements majeurs y contribuent :
- D'abord, le Sénatus-consulte du 22 avril 1863 sur les droits de propriété. Y est affirmé, au titre Ier que « Les tribus de l’Algérie sont déclarées propriétaires des territoires dont elles ont la jouissance permanente et traditionnelle, à quelque titre que ce soit. » C’est bien l’idée d’Urbain, mais son application, à laquelle il participe de par sa fonction au Conseil du gouvernement, se trouve tellement entravée qu’il écrira en 1869 : « Les mesures qui ont été exécutées […], l’ont été dans le but, plus ou moins clairement avoué, de satisfaire les colons et de tout faire tourner à leur avantage. La question reste donc entière »[27].
- Ensuite le Sénatus-consulte du 14 juillet 1865 portant sur « l'état des personnes et la naturalisation en Algérie ». En application de ce sénatus-consulte, le décret impérial du 21 avril 1866 fait des musulmans et des israélites des sujets français conservant leur statut personnel, c’est-à-dire qu'il les exempte d'appliquer le Code civil : la polygamie, la répudiation, l'esclavage, sont, par exemple, tolérés par l'administration coloniale (ce dont certains membres profitent)[28]. Israélites et musulmans peuvent toutefois accéder à la pleine citoyenneté française à condition de reconnaître la loi française en lieu et place de leurs codes religieux ou coutumiers. Urbain, qui n’a été auditionné que pour la forme au dernier moment en juillet 1866, s’est naturellement félicité que le droit français se mette en conformité avec les règles internationales communes en donnant la nationalité française aux « régnicoles » des pays conquis. Mais il aurait souhaité que leur citoyenneté pleine et entière, active, fût affirmée comme horizon juridique, même si on ne pouvait l'atteindre que graduellement. Or, c’est tout juste s’il obtient du Sénat une déclaration verbale sur la possibilité pour les Indigènes de voter et d’être élus dans les conseils municipaux et régionaux, et encore sous une foule de conditions[29]. Et la bataille qu’il mène en 1868-1869 dans l’administration et dans la presse, pour faire valoir les droits politiques des Algériens dans les conseils généraux, ne donne que peu de résultats[30].

#### 1870-1884
Après la chute de l'Empire, « menacé d’être fusillé net » dans les propos tenus par les partisans des nouvelles autorités, Urbain rentre en France et fait valoir ses droits à la retraite.
Au nom de l’assimilation, la IIIe République élimine toute trace de la politique dite du « Royaume arabe ». Elle le fait en levant, par la loi du 26 juillet 1873 dite Warnier, les entraves à la liquidation de la propriété collective qu’Urbain voulait préserver, en réduisant les quelques droits que possédaient les Algériens en matière d’enseignement, de justice et de représentation politique locale, en aggravant un droit répressif propre aux musulmans par le Code de l’indigénat du 28 juin 1881, et en accroissant enfin dans l’État, sous prétexte de « régime civil » et de « rattachements », les pouvoirs des colons au détriment de ceux du gouvernement.
C’est dans ces conditions qu'en combattant pied à pied cette politique, Urbain reprend la plume en 1871 dans une chronique régulière dans le Journal des débats. Il publie aussi en 1876-1879 dans La Liberté, passée aux mains d’Isaac Pereire. Le but qu’il se fixe dans ses articles, confie-t-il à son ami D'Eichthal, est de concourir à ce que nous traitions, « nous, Chrétiens, nos sujets musulmans en Algérie comme nous voudrions que le Sultan en Turquie traitât ses sujets chrétiens ». Cet objectif on ne peut plus minimaliste en dit long sur le peu d’espoir qui lui reste d’influencer la politique menée, et sur son opinion quant à la prétendue supériorité de la civilisation apportée par la conquête.
Après la mort brutale de son fils Ovide, fauché en novembre 1882 à l’âge de onze ans, Urbain, accablé, retourne à Alger en décembre pour y « mourir tranquille et dignement ». Son dernier article paraît dans le Journal des débats du 17 janvier 1884, soit onze jours avant son décès, le 28 janvier. Il est inhumé près de son fils dans le cimetière chrétien d'Alger, à Saint-Eugène, aujourd'hui Bologhine, au pied de Notre-Dame d'Afrique.
À la mort d'Urbain, le linguiste, anthropologue et écrivain Émile Masqueray reprendra, dans le Journal des débats, le combat pour la défense des Indigènes algériens. Mais ce savant considère l’accession aux droits politiques au Parlement comme susceptible de créer « un incroyable désordre » et, à la différence d’Urbain qui prônait un minimum de réciprocité dans les rapports de civilisation, il s’en tiendra à l’objectif d’« assimiler » les « vaincus » à « la grande famille française ».
Léon Hugonnet, le frère de Ferdinand Hugonnet, lequel était officier des Bureaux arabes et ami d’Urbain, consacrera en 1903 quatre article à la mémoire d’Urbain dans l’Akhbar de Victor Barrucand.

## Discussion
Une controverse sérieuse est soulevée en 2018 par le journaliste et écrivain Marc Weitzmann dans son livre Un temps pour haïr. En cherchant à repérer les fils longs de la raison des attentats islamistes depuis 2012 en France, il dénonce la responsabilité d’Ismaÿl Urbain, qui repose, selon lui, sur deux points forts qui seraient liés à son islamité.
Le premier point fort qui fait controverse est l’accusation d'antisémitisme. Sur ce point, La Société des études saint-simoniennes a répondu par une Lettre ouverte à Marc Weitzmann envoyée le 25 février 2019. Dans cette Lettre ouverte, restée à ce jour sans réponse, est citée un courrier d’Ismaÿl Urbain à son ami d'Eichthal, entrant dans une vaste correspondance de plus de 1 100 lettres répertoriées, ami qui revendique pleinement sa judaïté : « Il me semble que ce sont les Juifs qui régénèreront encore une fois l’Occident. Le rôle qu’ils ont joué dans le saint-simonisme en est une indication prophétique : les deux Rodrigues {{Eugène et Olinde}}, vous, les deux Pereire  {{Émile et Isaac}}, vous avez fait plus pour la foi nouvelle, au point de vue religieux, que tous les saint-simoniens catholiques ». Un propos qui ne semble pas être a priori le fait d’un antisémite.
Le second point fort de la controverse tient à la responsabilité attribuée à Urbain dans le refus de la reconnaissance des droits politiques que, selon Marc Weitzmann, la IIIe République aurait entendu accorder aux Algériens par le canal de l’assimilation. En concoctant, selon le même, avec les notables musulmans et les imams un statut personnel conçu pour préserver la pureté d’un islam traditionnel « garant des privilèges des classes supérieures », Urbain aurait convergé avec les colons attachés au maintien hors du droit de la population colonisée la plus pauvre. Cette seconde accusation est d’ailleurs reprise par la philosophe et psychanalyste Sabine Prokhoris qui écrit : « On sait que ce statut personnel fit des Algériens des sous-citoyens – pas d’égalité civique –, soumis sur un certain nombre de questions au droit musulman (charia) et non au droit de la République. Mais ce que l’on sait moins, et que révèle l’enquête de M. Weitzmann, est que ce statut catastrophique du point de vue de l’égalité républicaine est le fruit d’une curieuse alliance entre un étrange personnage du nom d’Ismaÿl Urbain, métis guyanais converti à l’islam, émissaire de Napoléon III en Algérie, et les imams conservateurs locaux ».
La Société des études saint-simoniennes a répondu à cette accusation en deux points : 1. Le Statut personnel, reconnu dans le droit international de l’époque, existait indépendamment d’Urbain, et n’empêchait nullement, du moins en théorie, la qualité de citoyen. Cette compatibilité était alors notoire à l’époque, comme l'a relevé Urbain, notamment dans les comptoirs de l’Inde française et en Guyane, un territoire bien connu d’Urbain. Cette compatibilité  sera ensuite confirmée, d'abord  dans la Constitution de la IVe République, puis et surtout dans celle de la Ve République, où elle est rappelée dans l’Art. 75, d'ailleurs appliqué encore aujourd'hui dans certains territoires d’Outremer comme la Nouvelle Calédonie. 2. Même si ce Statut personnel, a pu, aux yeux des colons et de la France impériale, justifier le Code de l’Indigénat, complété en Algérie par la loi du 28 juin 1881, il n’a rien à voir avec ce dernier. Par la suite étendu aux autres colonies, ce Code rassemble des règles administratives et pénales spécialement appliquées aux Indigènes. Urbain s’en indignait en ces termes : « On ne se douterait pas que l’Algérie appartient à une grande nation civilisée, régie par le suffrage universel, dont les institutions ont pour base la liberté, l’égalité, la fraternité. Nous en sommes encore à la République des Grecs où il y avait des citoyens dotés de tous les droits et des esclaves, des ilotes, comptés pour rien dans le règlement de la chose publique ».

## Publications
- [Anonyme], L’Algérie française ‒ Indigènes et immigrants, Paris : Challamel Aîné, 1862 ; réédition par Michel Levallois, Paris : Séguier Atlantica, 2002.
- [Sous le nom de Georges Voisin], L’Algérie pour les Algériens, Paris : Michel Lévy Frères, 1861 (en fait novembre 1860), livre réédité par Michel Levallois sous le véritable nom de l’auteur : Ismaÿl Urbain, L’Algérie pour les Algériens, Paris : Séguier, 2000.
- De la tolérance dans l’islamisme, 1er avril 1856, tiré à part de la Revue de Paris, 1er avril 1856, 63-81, Paris : Impr. De Pillet fils aîné, 1856. Livre réédité par Sadek Sellam sous le titre par Ismaÿl Urbain & Ahmed Riza, Tolérance de l’islam, Saint-Ouen : par le Centre Abaad, 1992 ; puis à nouveau dans L’islam et la laïcité coloniale : textes d’Ismaÿl Urbain, [Ermont] : Héritage éditions, 2022, p. 85-119.
- Algérie. Du gouvernement des tribus. Chrétiens et musulmans, Français et Algériens, tiré à part des articles parus dans la Revue de l’Orient, 1847, II (oct.-nov.), 241-259 et 351-359, Paris, J. Rouvier, 1848.
- Notes autobiographiques, Beauregard, 23/05-09/06/1871, ms. Ars. 13744/75, in Anne Levallois, Les Écrits autobiographiques d’Ismayl Urbain, Paris : Maisonneuve, 2004, p. 25-98.
- Notice chronologique, Alger, février 1883, ms. Ars. 13739/3, éd. in Anne Levallois, Les écrits autobiographiques d’Ismayl Urbain, Paris : Maisonneuve, 2004, p. 99-130.
- Poèmes, ms. Ars. 13735, édité par Philippe Régnier sous le titre « Poèmes de Ménilmontant et d’Égypte », in Ismaÿl Urbain, Voyage d’Orient suivi de Poèmes de Ménilmontant et d’Égypte, édition du ms. Ars. 13735, Paris : L’Harmattan, 1993, p. 203-335.
- Première parole du fils de l’esclave à la terre d’Amérique, ms. 7816, Ménilmontant, 03/10/1832, in Philippe Régnier (éd.), Le Livre Nouveau des Saint-Simoniens : manuscrits d’Émile Barrault, Michel Chevalier, Charles Duveyrier, Prosper Enfantin, Charles Lambert, Léon Simon et Thomas-Ismayl Urbain (1832-1833), Tusson : Du Lérot, 1992, p. 265-271.
- Résumé de l’histoire de l’Algérie : Introduction ‒ Période arabe et berbère ‒ Période turque, in Claude-Antoine Rozet & Antoine-Ernest-Hippolyte Carette, Algérie, Paris, Firmin Didot frères, coll. « L’univers. Histoire et description de tous les peuples », 1850, p. 165-255.
- Une conversion à l’islamisme, in la Revue de Paris, juillet 1852, p. 111-126, et éditée par Sadek Sellam dans L’islam et la laïcité coloniale : textes d’Ismaÿl Urbain, Paris : [Ermont] : Héritage éditions, 2022, p. 157-181.
- Le Voyage d’Orient, édition du ms. Ars. 13736 par Philippe Régnier dans Ismaÿl Urbain, Voyage d’Orient suivi de Poèmes de Ménilmontant et d’Égypte, édition du ms. Ars. 13735, Paris : L’Harmattan, 1993, p. 1-202.
- Ismaÿl Urbain & Gustave d’Eichthal, Lettres sur la race noire et la race blanche, Paris : Paulin, 1839.

## Dans la fiction
Dans le roman L'Algérie des chimères de Henri de Turenne et Robert Soulé, deux grands reporters durant la guerre d'Algérie (1954-1962), publié en en 2000, et dans son adaptation cinématographique, sous forme d’une mini-série historique en trois épisodes, réalisée par François Luciani, et diffusée sur Arte en 2001, le personnage d’Élie Toussaint se veut inspiré par Ismaÿl Urbain.